# Hénouville
Hénouville település Franciaországban, Seine-Maritime megyében. Lakosainak száma 1393 fő (2022. január 1.). Hénouville Roumare, Anneville-Ambourville, Berville-sur-Seine, Montigny, Saint-Martin-de-Boscherville, Saint-Pierre-de-Varengeville és La Vaupalière községekkel határos.

## Népesség
A település népességének változása:
| Lakosok száma | 1220 | 1247 | 1288 | 1302 | 1307 | 1323 | 1366 | 1379 | 1393 |
|               | 2013 | 2015 | 2016 | 2017 | 2018 | 2019 | 2020 | 2021 | 2022 |